# J. Madison Wright
Jessica Madison Wright Morris (* 29. Juli 1984 in Cincinnati, Ohio; † 21. Juli 2006 in Lexington, Kentucky) war eine US-amerikanische Filmschauspielerin.

## Karriere
J. Madison Wright wurde 1984 als ältestes von vier Kindern geboren. Es zeigte sich bereits früh Wrights Schauspieltalent. Im Alter von fünf Jahren wurde sie daher als Modell verpflichtet. Dies war auch einer der Gründe, weshalb ihre Familie nach Los Angeles umzog, wo sie bereits 1993, im Alter von neun Jahren, ihr Schauspieldebüt in einer Episode der Fernsehserie Grace gab.
Nur wenige Monate später bekam Wright eine der Nebenrollen in der Science-Fiction-Serie Earth 2 offeriert. Obwohl die Serie nach nur 21 Episoden eingestellt wurde, genoss sie es, nach eigenen Angaben, einen so facettenreichen Charakter wie jenen der True Danziger darzustellen.
Nach Earth 2 verkörperte sie mit Molly Phillips eine Patientin des Emergency Room. Eine Nebenrolle in der Komödie Shiloh folgte. Wright bekam auch ein Angebot zu The Warlord: Battle for the Galaxy, dem Pilotfilm zu einer weiteren Science-Fiction-Serie, die jedoch nie realisiert wurde.
1999 – die Komödie Safety Patrol aus dem Jahr 1998 war ihre letzte Filmrolle – verlor Wright das Interesse an der Schauspielerei. Ihre Familie beschloss daraufhin, nach Kentucky umzuziehen, um dem Trubel der Großstadt zu entgehen.

## Persönliches
Unerwartet wurde bei der 15-jährigen J. Madison Wright Kardiomyopathie diagnostiziert, eine seltene Krankheit, in deren Verlauf der Herzmuskel zu degenerieren beginnt. Die einzige Hoffnung auf Rettung bestand darin, eine Transplantation durchzuführen. Wright und ihre Eltern waren gezwungen, lange Zeit in Cleveland zu verbringen. Das gesamte Vermögen, das sie und ihre Familie angespart hatten, musste für die Behandlungen aufgebracht werden. Dies führte so weit, dass sie in einem Haus der McDonald’s Kinderhilfe wohnen mussten.
Nur wenige Monate nach dem Diagnostizieren der Krankheit konnte ein Spenderherz gefunden werden, so dass im März 2000 eine Transplantation durchgeführt werden konnte.
Clancy Brown, der Filmschauspieler, der in Earth 2 ihren Filmvater verkörpert hatte, hatte einen Appell in den Massenmedien gestartet, Geld für Madisons Familie zu spenden.
Nach der Operation lebte Wright in ihrer Heimatstadt in Kentucky. Sie hatte nicht wieder vor, als Filmschauspielerin tätig zu werden. Sie studierte an der Universität von Cumberland, machte 2006 ihren Hochschul-Abschluss und wollte ab Herbst 2006 als Englisch-Lehrerin an der George-Rogers-Clark-High-School in Winchester arbeiten.
Am 8. Juli 2006 heiratete sie den Medizinstudenten Brent Joseph Morris.
Am 21. Juli 2006, einen Tag nach der Rückkehr aus den Flitterwochen, starb J. Madison Wright Morris an einem Herzinfarkt im Krankenhaus der Universität von Kentucky. Acht Tage später wäre sie 22 Jahre alt geworden.

## Filmografie
- 1994: Grace (Grace Under Fire, Fernsehserie, Folge 1x17)
- 1994: Die Nanny (The Nanny, Fernsehserie, Folge 1x21)
- 1994–1995: Earth 2 (Fernsehserie, 21 Folgen)
- 1995: Emergency Room – Die Notaufnahme (ER, Fernsehserie, Folge 2x07)
- 1995: Die Schlampe – Karriere um jeden Preis (The Secretary, Fernsehfilm)
- 1996: Shiloh – Vier Pfoten auf der Flucht (Shiloh)
- 1997: Burning Zone – Expedition Killervirus (The Burning Zone, Fernsehserie, Folge 1x15)
- 1998: Starship Osiris (The Warlord: Battle for the Galaxy, Pilotfilm)
- 1998: Safety Patrol – Mit Sicherheit ins Chaos (Safety Patrol, Fernsehfilm)

## Auszeichnung
Für ihre Darstellung in Earth 2 bekam sie 1995 einen Young Artist Award.